# Mosetén
Les Mosetén sont une ethnie amérindienne de l'Amazonie bolivienne établie dans les départements de La Paz, Cochabamba et Beni. Leur langue, le mosetén appartient à la famille mosetenane, qui est linguistiquement isolée.

## Présentation
Ils sont regroupés au sein de la mission franciscaine de Muchanes en 1804. De la fin du XIXe siècle au début du XXe siècle, ils sont occupés à l'exploitation de l'arbuste quinquina. À partir des années 1950, ils quittent leurs territoires sous la pression démographique de colons d'origine andine.
De nos jours ils sont principalement situés dans les provinces de Ballivián dans le Beni, de Province d'Ayopaya à Cochabamba et les provinces de Sud Yungas, Caranavi, Larecaja et Inquisivi dans le département de La Paz.
Ils pratiquent une agriculture de subsistance, la chasse, la pêche et la cueillette. Ils ont récemment développé des activités artisanales utilisant des fibres végétales, de même, ils se sont lancés dans l'exploitation forestière. 
Du fait de la présence importante de colons sur leurs habitats, les Mosetén craignent que ces derniers s'approprient leurs terres au travers d'unions avec leurs femmes. De ce fait ils pratiquent une stricte endogamie. Ils disposent d'une organisation commune, la Organización del Pueblo Indígena Mosetén (OPIM). Au travers de celle-ci, ils ont obtenu un titre de propriété sur un territoire de 96 808 ha qu'ils partagent avec quelques familles de moxeño.